# Треминьон, Алессандро
Алессандро Треминьон (итал. Alessandro Tremignon; 1635—1711) — итальянский архитектор из Падуи. Работал в Венеции.

## Жизнь и творчество
Дата рождения падуанца Треминьона, сына Доменико, неизвестна, и почти ничего не известно о его ранних годах, кроме того, что он имел профессию каменщика. В качестве архитектора Треминьон испытал влияние творчества Бальдассаре Лонгены. Он «адаптировал структурный стиль высокого барокко Лонгены в типичный стиль позднего барокко с живописными эффектами».
Его самая известная работа — фасад церкви Сан-Моизе с его пышными скульптурными украшениями (1682).
Треминьону приписывают строительство Палаццо Флангини-Фини на Гранд-канале (ок. 1688 г.). Между 1692 и 1694 годами Треминьон оформил эффектный портал — вход в Венецианский арсенал к востоку от площади Сан-Марко, фланкированный двумя башнями (построены ранее). Около 1700 года Треминьон и Андреа Коминелли были архитекторами Палаццо Лабиа. Треминьон также проектировал главный алтарь собора Санта-Мария-Ассунта (Кьоджа, 1670).

## Галерея

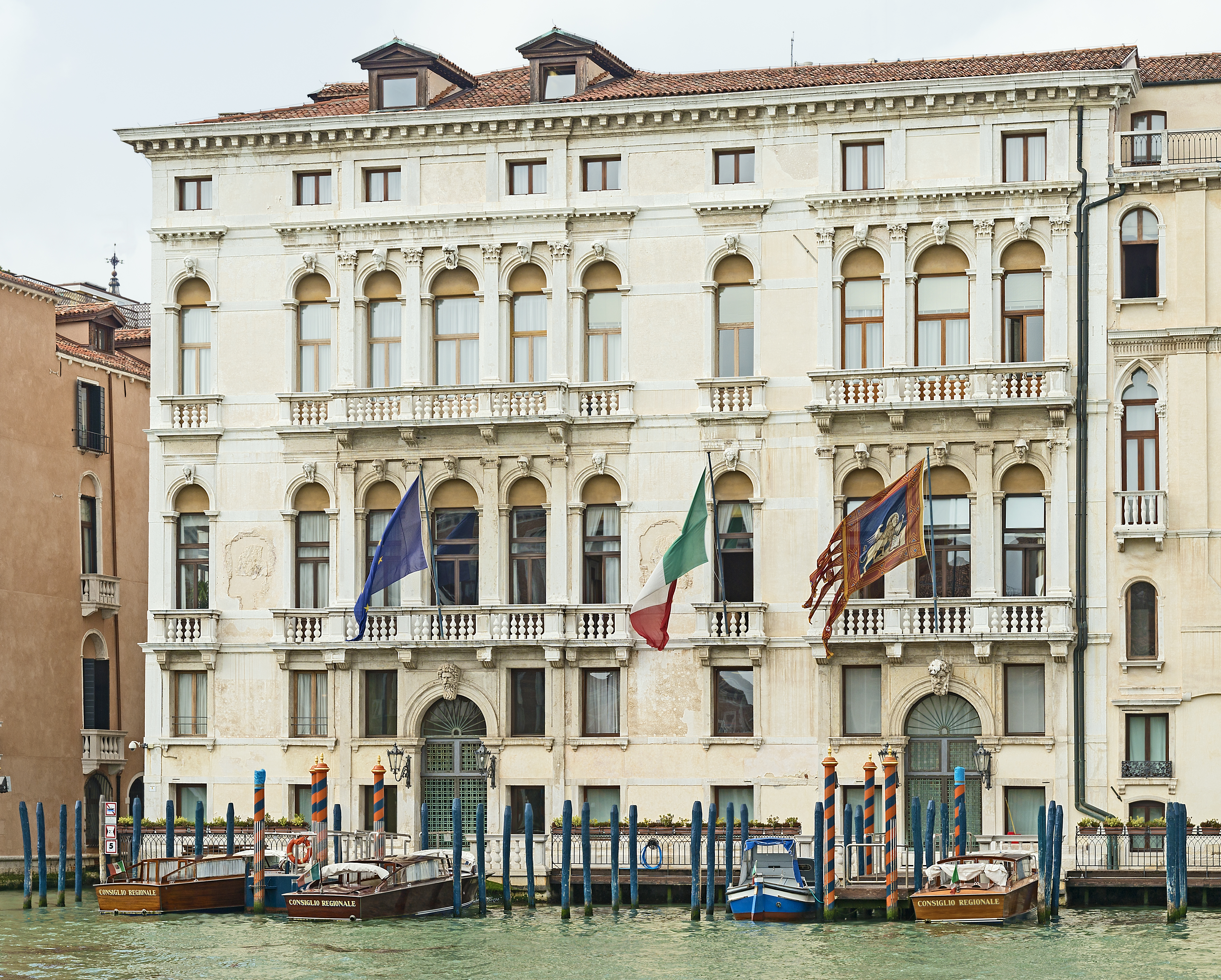
Палаццо Фалангини-Фини. 1688. Венеция
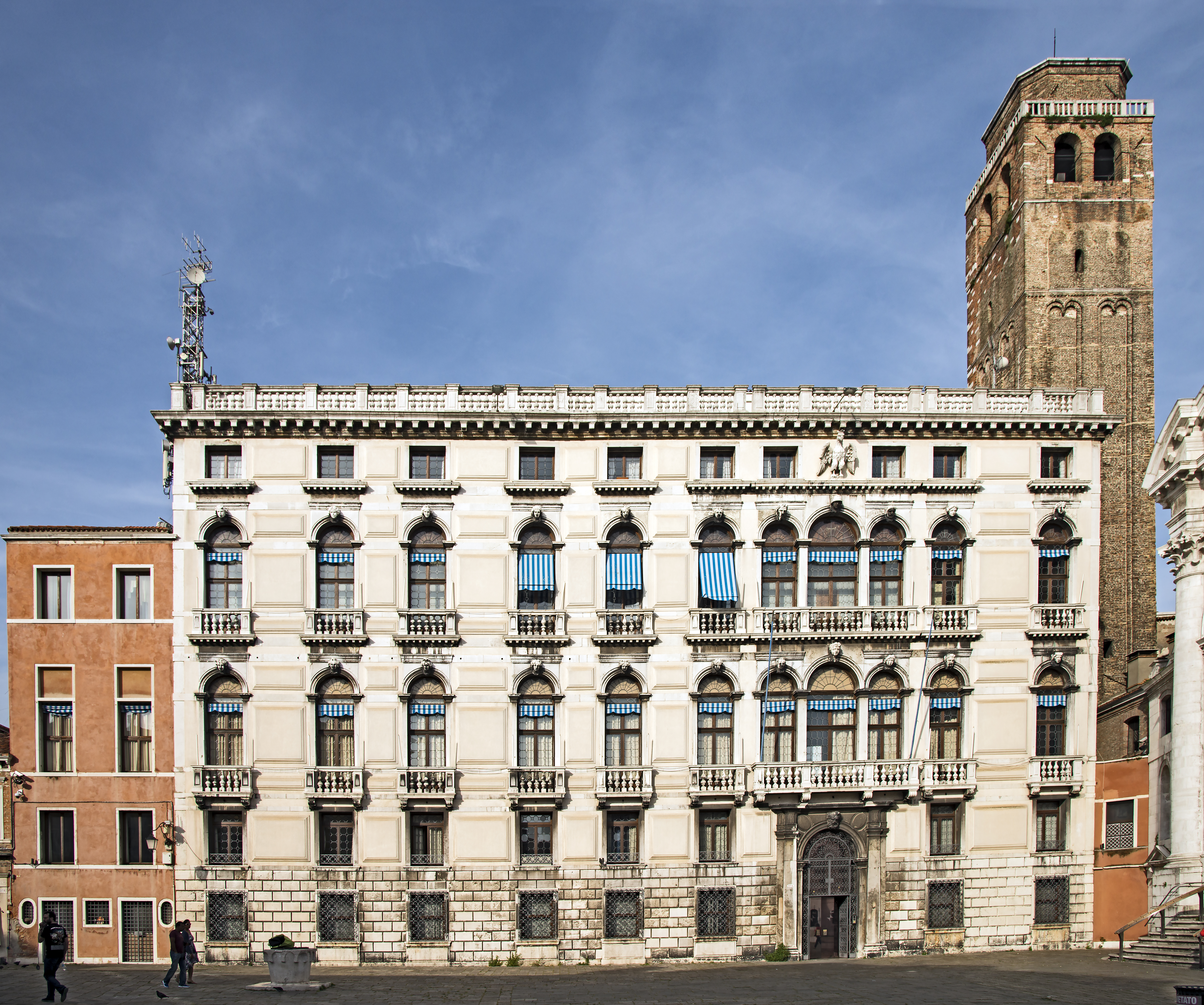
Палаццо Лабиа. 1700. Венеция
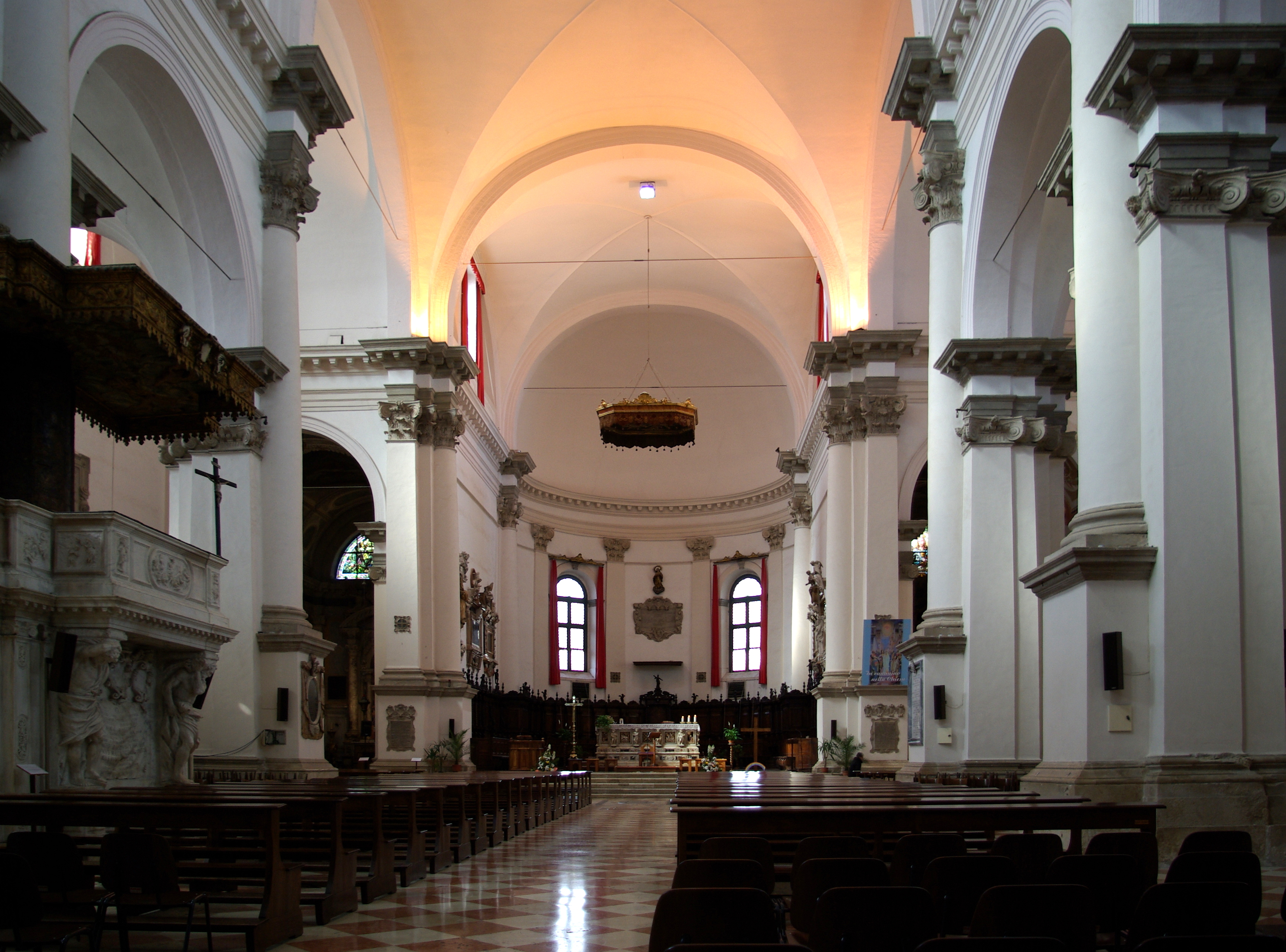
Собор Санта-Мария-Ассунта. Алтарь. 1670. Кьоджа
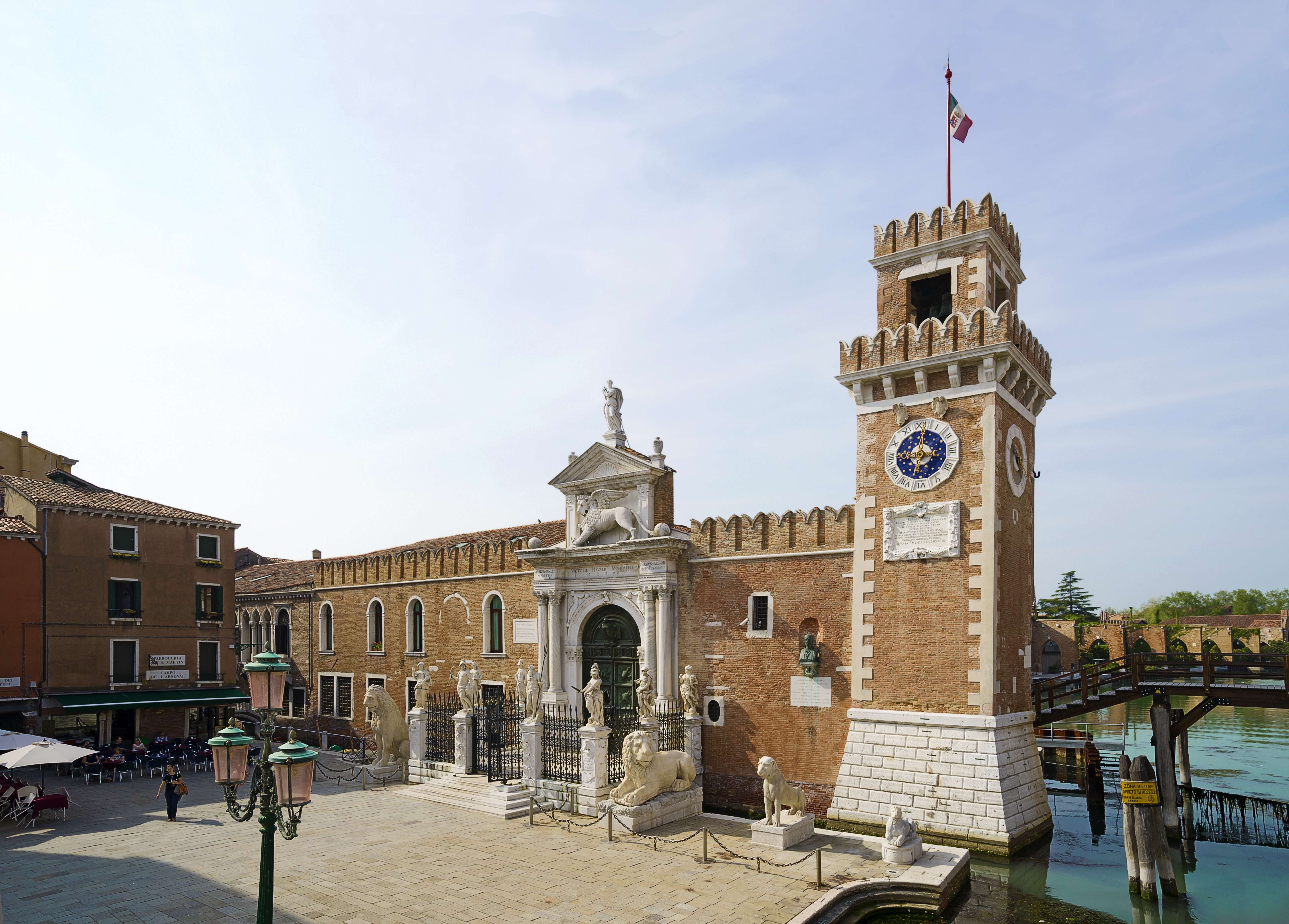
Арсенал. «Порта Магна». 1692—1694. Венеция